# Graslei
De Graslei is een straat in het historische centrum van de Belgische stad Gent. De Graslei vormt de kaai op de rechteroever van de Leie. De kade en straat op de linkeroever is de Korenlei. Ze ligt tussen de Grasbrug en Sint-Michielsbrug in.
Vanaf de 11de eeuw groeiden de handelsactiviteiten langs deze kades en werd dit de haven van de stad. De Sint-Michielskerk en Sint-Niklaaskerk kwamen aan beide zijden van de Leie nabij deze haven tot stand. Omwille van het graanstapelrecht van de stad, gebeurde alle invoer van graan in het Graafschap Vlaanderen via Gent en werden de Gras- en Korenlei samen met de Korenmarkt het centrum van de graanhandel in Vlaanderen.
De huidige bebouwing is nog steeds een overblijfsel uit die tijd, al werden diverse gebouwen in de 18de en 19de eeuw aangepast. Voor de wereldtentoonstelling van 1913 in Gent werden de gevels grondig gerestaureerd. Het stadsbeeld van de Gras- en Korenlei werd in 1952 beschermd als landschap en in 1994 werden beide kades, hun omgeving en de aanpalende panden ook als stadsgezicht beschermd.

## Opmerkelijke gebouwen

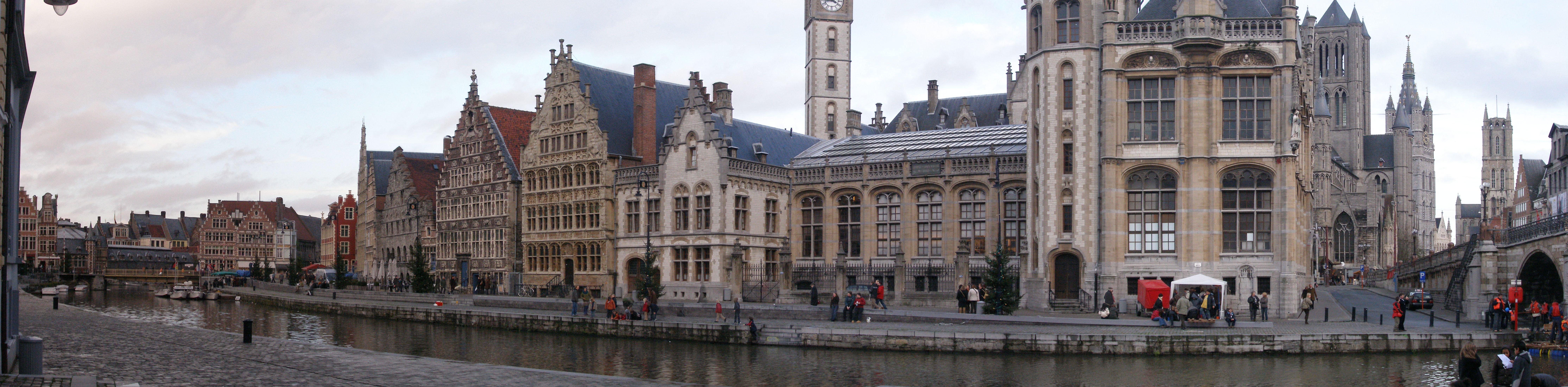
De Graslei met rechts de drie torens

- op nr. 6: 't Middelhuus of De Witte Leeuw
- op nr. 7: Herenhuis 'Het Maagdeken'
- op nr. 8: Gildehuis der metselaars, een reconstructie in 1912 naar plannen van het origineel. Dit oorspronkelijke gildehuis staat in de Cataloniëstraat. De oorspronkelijke woning aan de Graslei, genaamd "de Ingel", is nog zichtbaar in de halfbovengrondse kelderverdieping.[3]
- op nr. 9: Eerste Korenmetershuis uit 1435 (Vlaamse Renaissance).
- op nr. 10: Korenstapelhuis oorspronkelijke uit 1200 en de oudste trapgevel ter wereld.
- op nr. 11: Tolhuisje uit 1682 (Vlaamse Renaissance).
- op nr. 12: Korenmetershuis, het tweede gildehuis der graanmeters, uit 1698 (Barok).
- op nr. 14: Gildehuis der Vrije Schippers uit 1531 (Gotiek).
- Korenmarkt 16: Oud Postgebouw, gebouwd tussen 1898 en 1909.

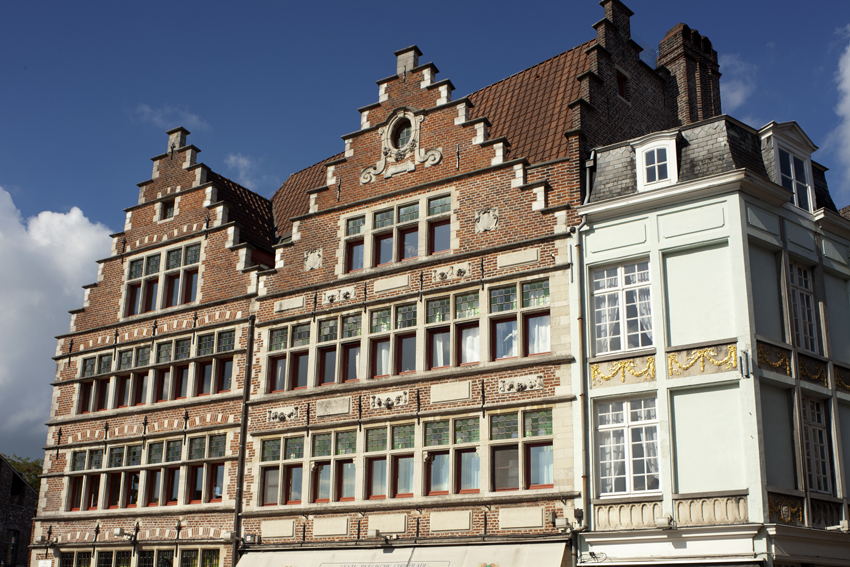
Graslei 1-2 en Graslei 3
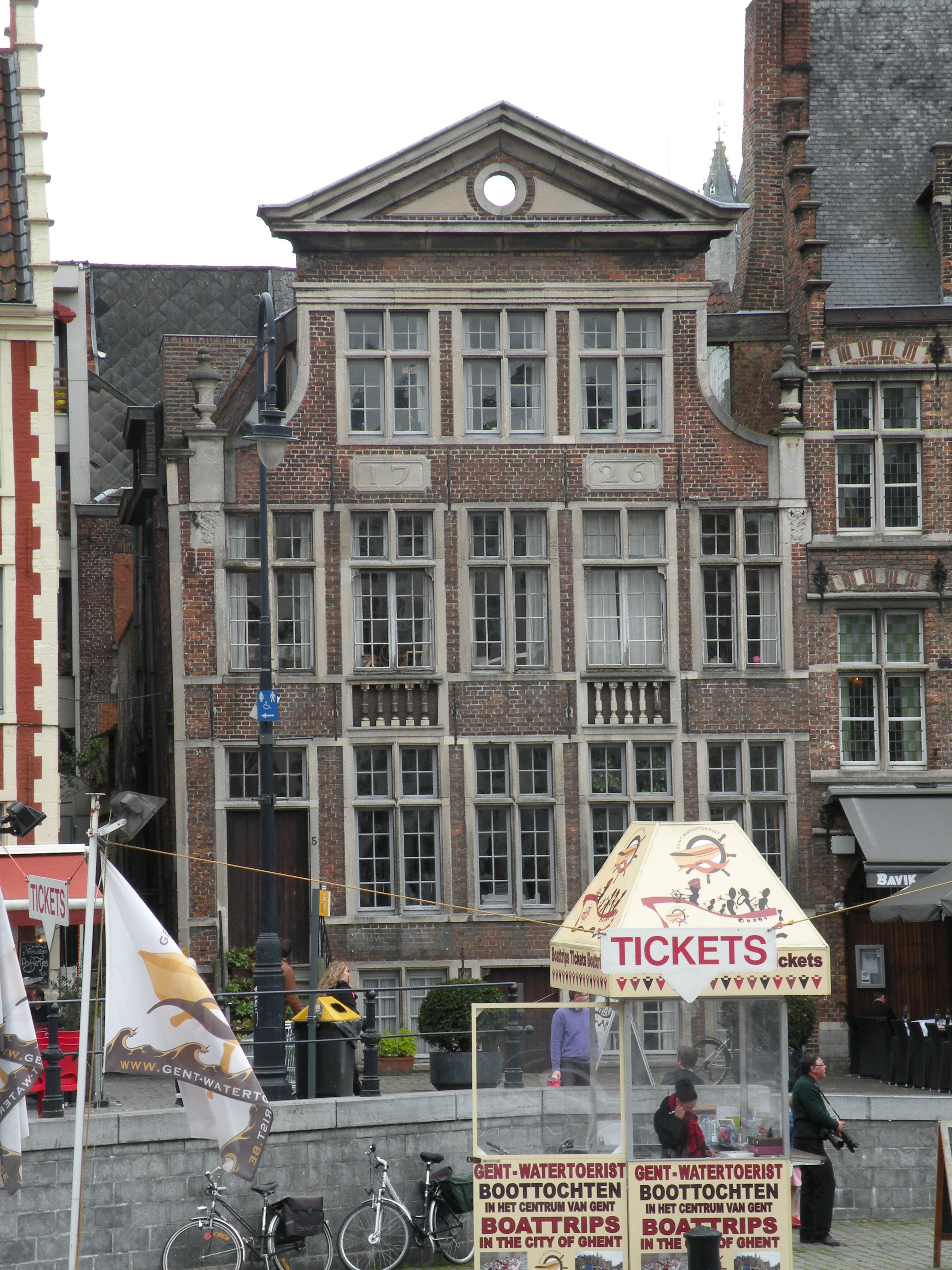
Graslei 5
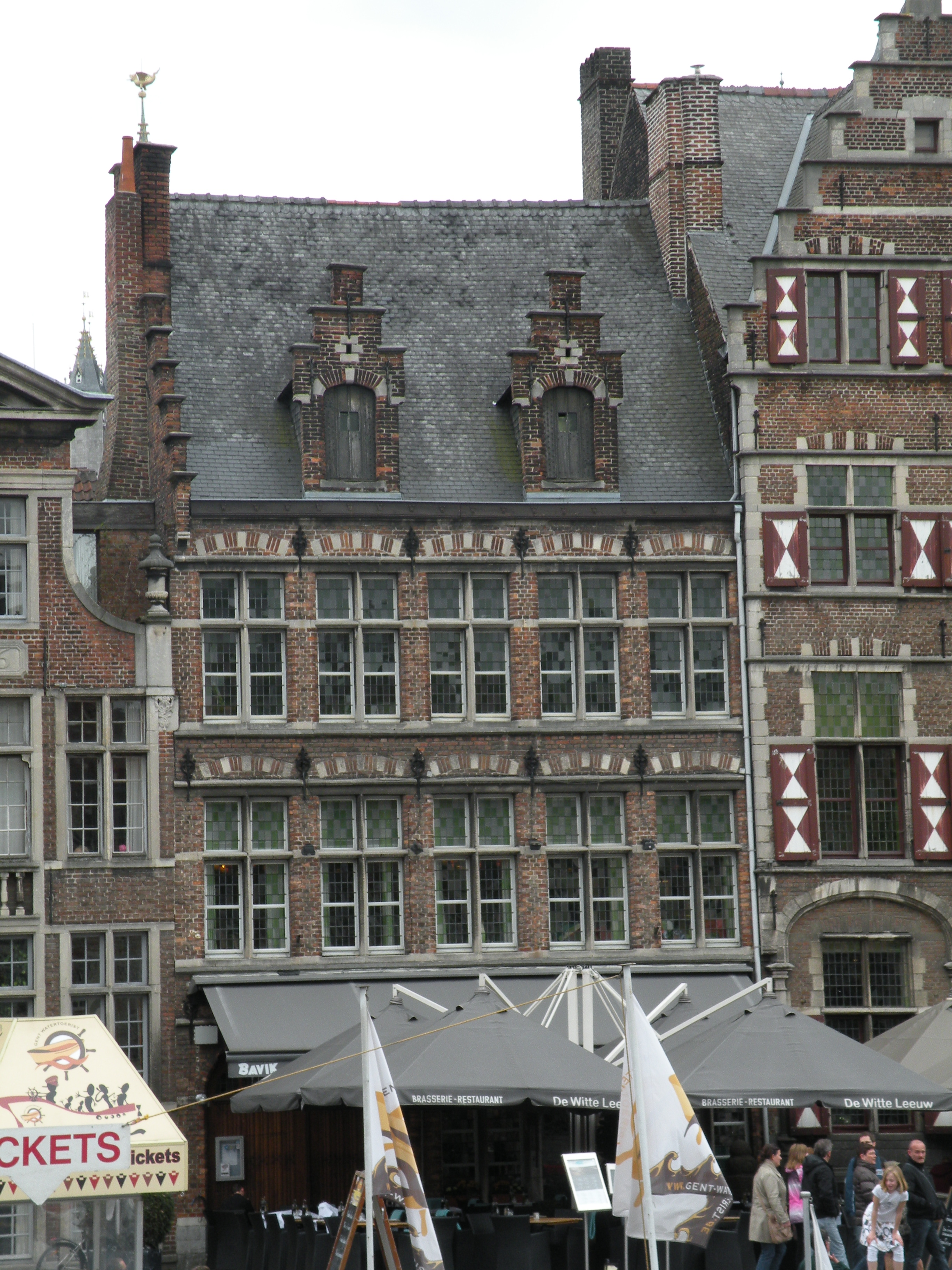
Graslei 6
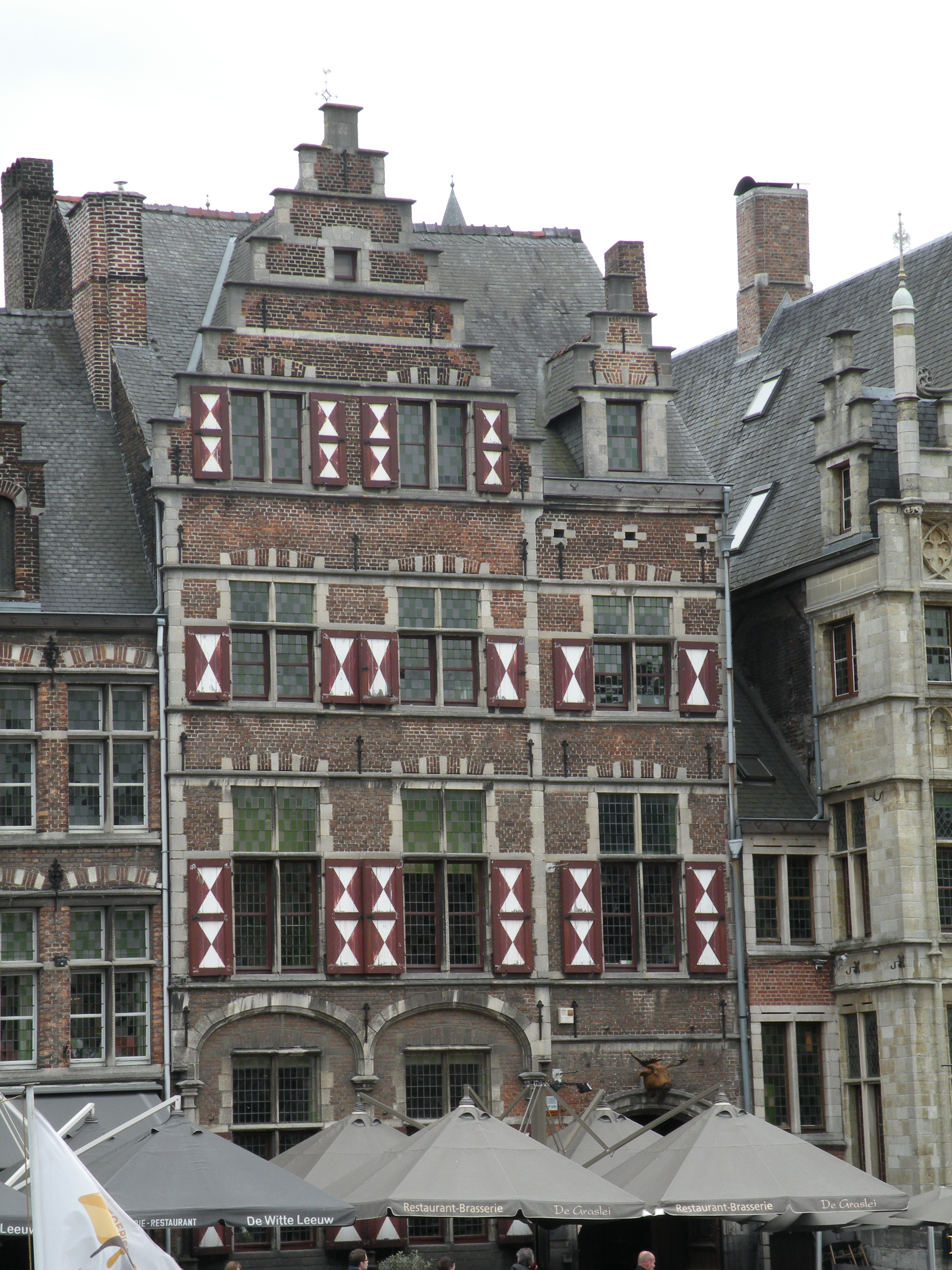
Graslei 7
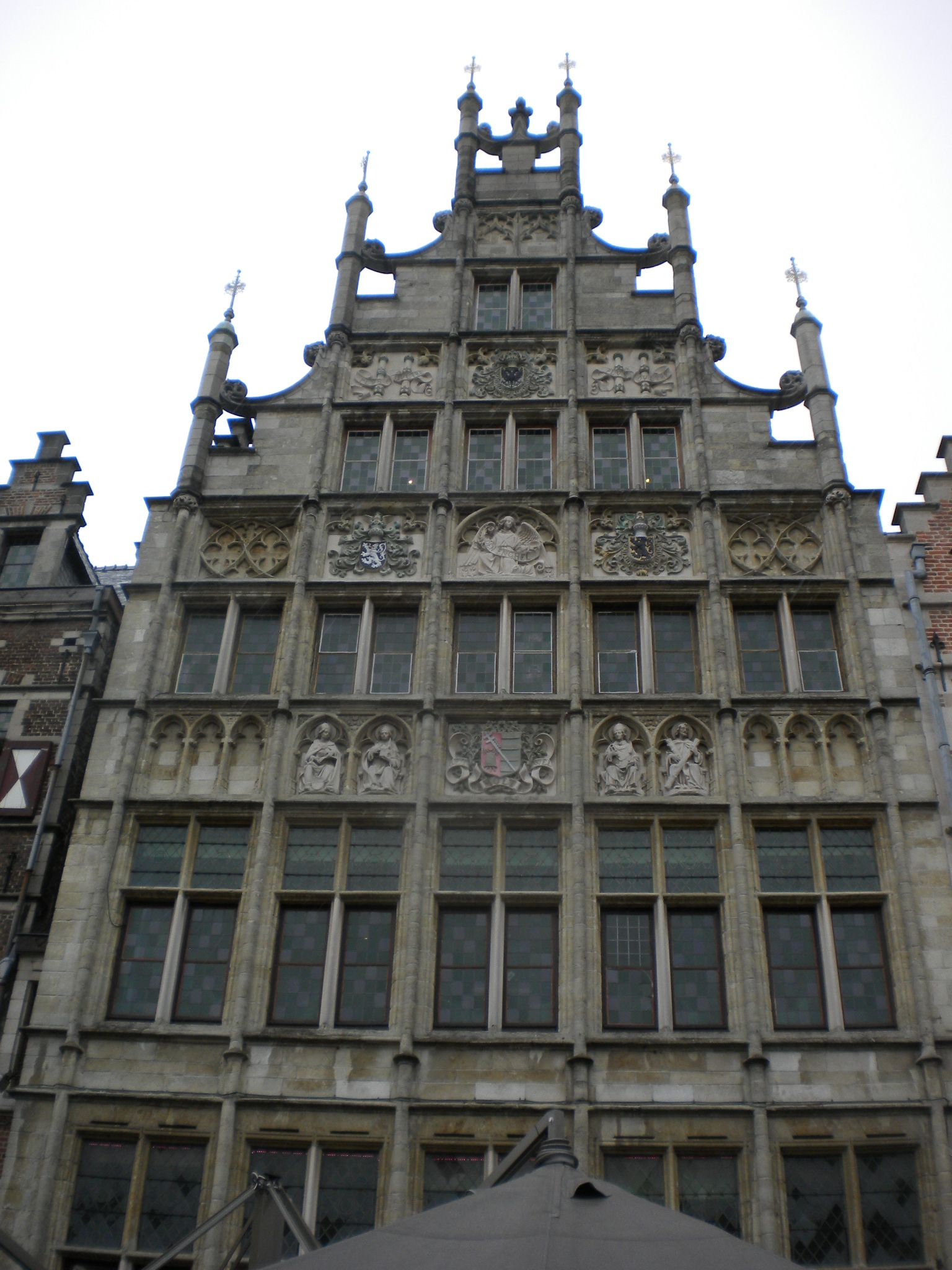
Graslei 8
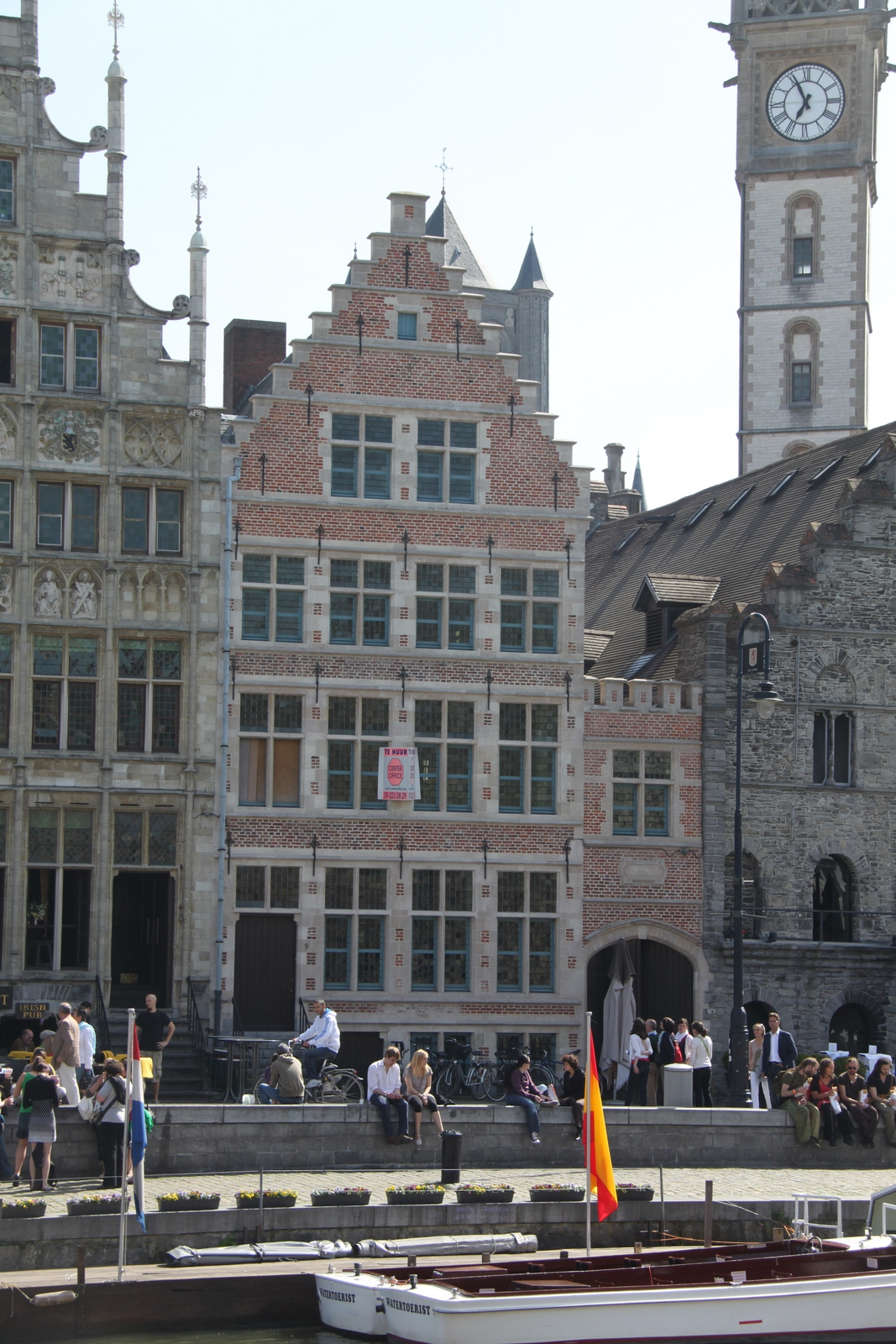
Graslei 9
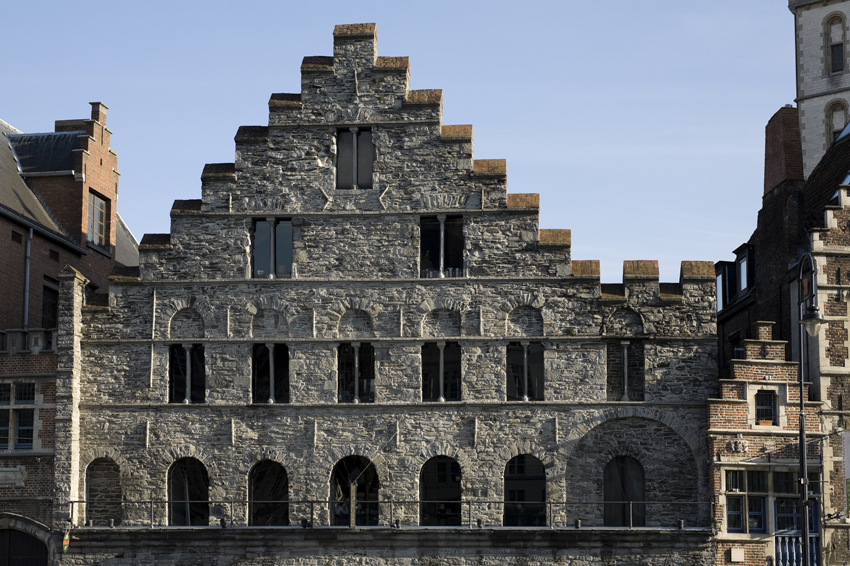
Graslei 10
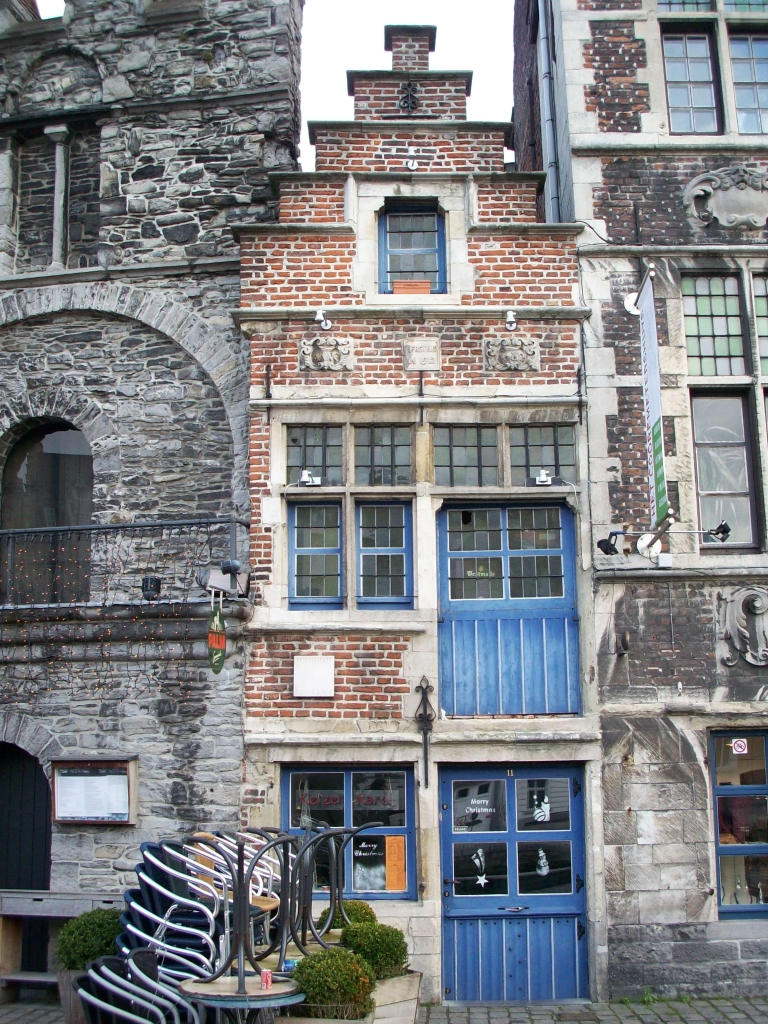
Graslei 11
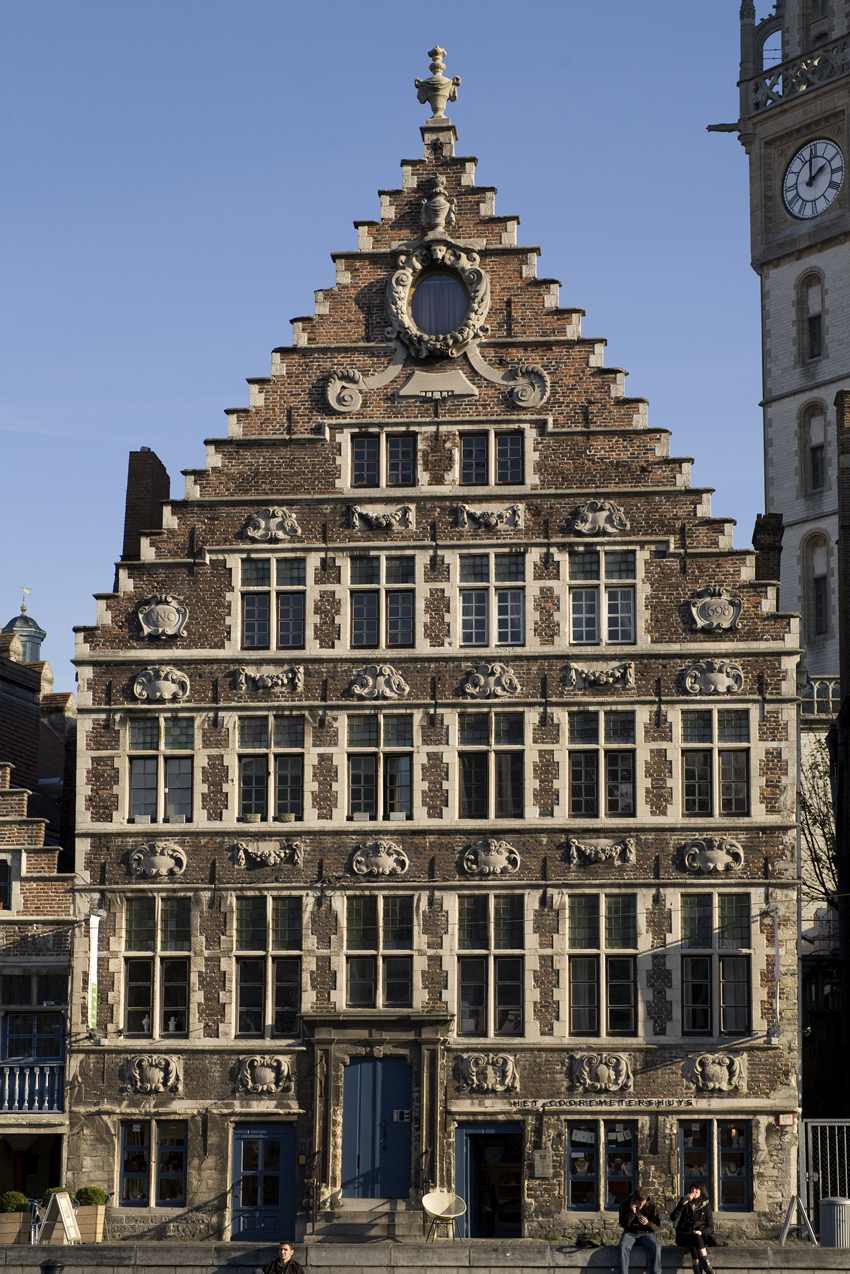
Graslei 12
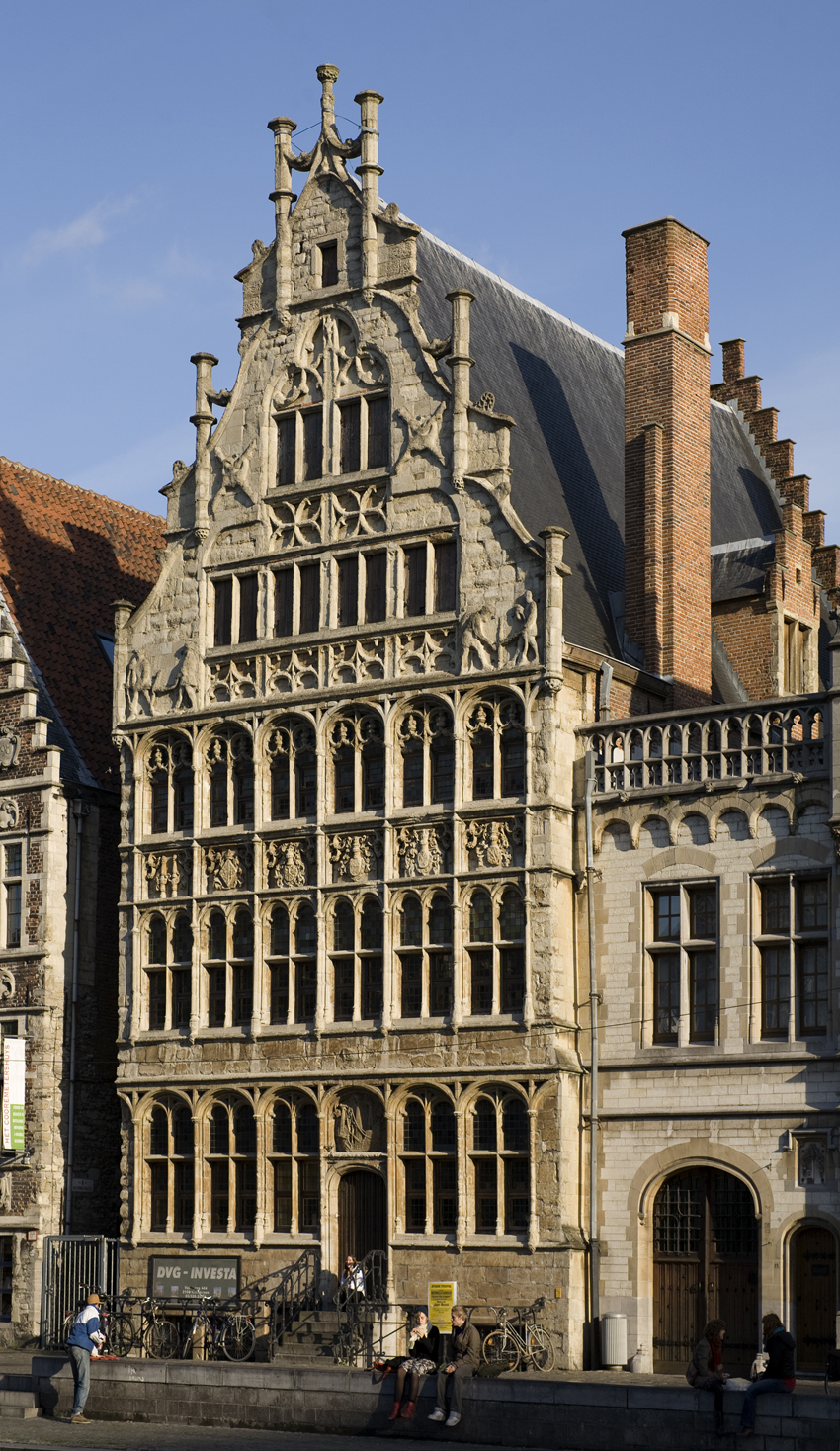
Graslei 14
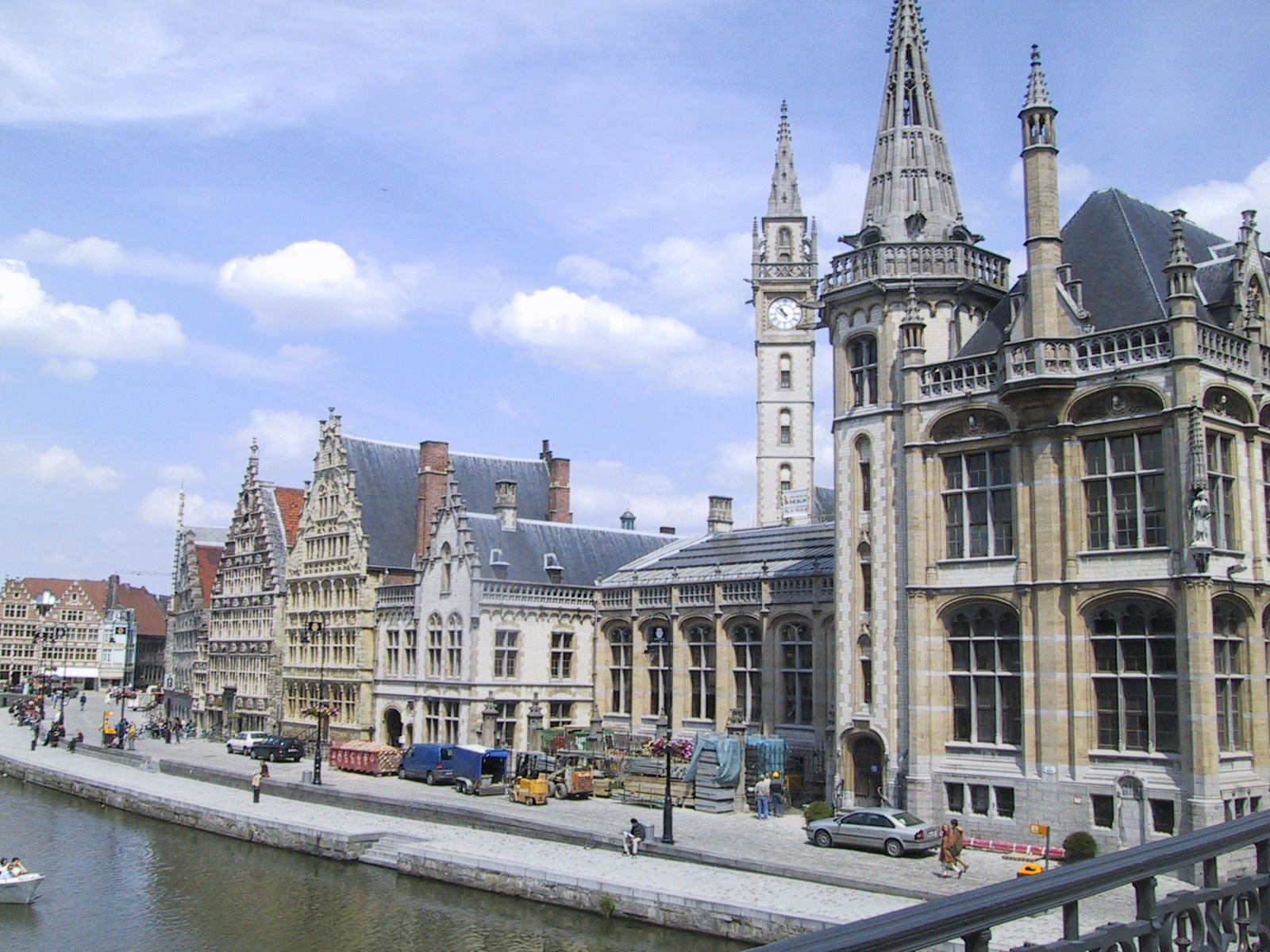
Korenmarkt 16
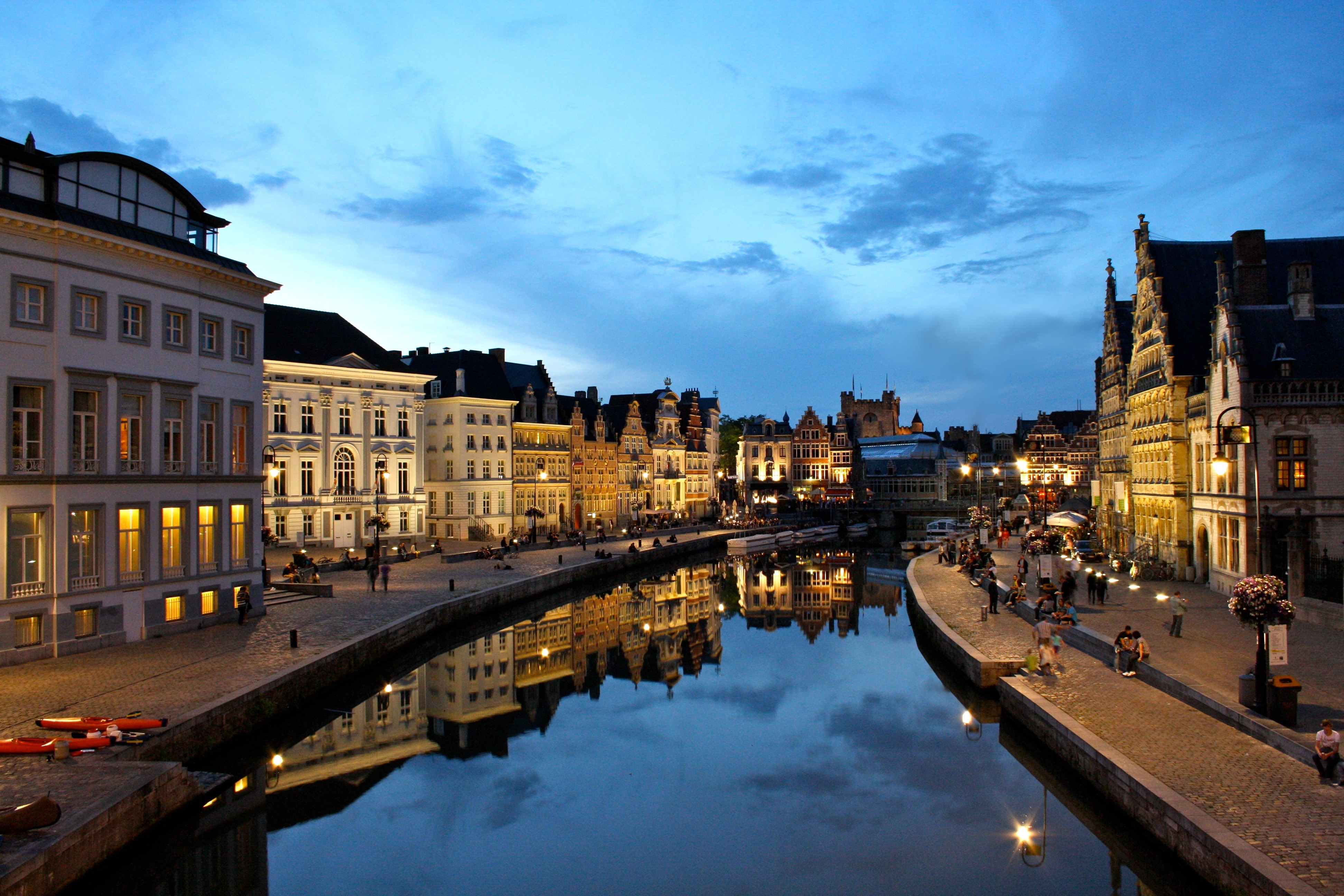
Zonsondergang